# Encarsia tapachula
Encarsia tapachula is een vliesvleugelig insect uit de familie Aphelinidae. De wetenschappelijke naam is voor het eerst geldig gepubliceerd in 2007 door Myartseva.